# Valeria Bystritskaia
Valeria Bystritskaia (20 de junho de 1986 em Moscou, Rússia) é uma rainha da beleza alemã. Foi eleita em 7 de julho de 2011 Miss Universe Germany 2011 por ocasião da Berlin Fashion Week em Berlim.
Valeria representou a Alemanha no Miss Universo 2011, em 12 de setembro de 2011 em São Paulo, Brasil, onde não obteve classificação.